# 平田厚
平田厚（ひらた あつし、1960年5月- ）は、日本の弁護士・民法学者。明治大学教授。

## 略歴
鹿児島市生まれ。鹿児島県立鶴丸高等学校卒業、1985年東京大学経済学部卒業、1987年司法試験合格。1990年弁護士登録。
1996年ベルギー､ルーヴァン・カトリック大学留学、2004年明治大学法科大学院専任教授となる（民法担当）。
2012年日比谷南法律事務所を設立。

## 著書
- 『新しい福祉的支援と民事的支援 英国コミュニティケア改革とわが国の社会福祉基礎構造改革』筒井書房 2000
- 『介護保険サービス契約書の実務解説』日本法令 2000
- 『知的障害者の自己決定権』エンパワメント研究所 2000
- 『定期借家法の解説と法律実務Q&A 建物賃貸が大きく変わる!』日本法令 2000
- 『これからの権利擁護 「対話」「信頼」「寛容」を築く』筒井書房 2001
- 『社会福祉法人・福祉施設のための実践・リスクマネジメント』全国社会福祉協議会 2002
- 『Q&A土壌汚染対策法解説』三省堂 2003
- 『家族法 : law school』日本加除出版 2004
- 『家族と扶養 社会福祉は家族をどうとらえるか』筒井書房 2005
- 『Q&A苦情・トラブル・事故の法律相談 高齢者福祉サービス事業者のための』清文社 2007
- 『成年年齢 18歳成人論の意味と課題 これで納得!』ぎょうせい 2009
- 『親権と子どもの福祉 児童虐待時代に親の権利はどうあるべきか』明石書店 2010
- 『福祉サービス契約と権利擁護 障害者福祉を中心にして』東京都社会福祉協議会 新しい福祉事業経営ブックレット 2010
- 『虐待と親子の文学史』論創社 2011
- 『権利擁護と福祉実践活動 概念と制度を問い直す』明石書店 2012
- 『建築請負契約の法理』成文堂 明治大学社会科学研究所叢書　2013
- 『借地借家法の立法研究』成文堂 2014
- 『プラクティカル家族法 判例・理論・実務』日本加除出版 2014
- 『新しい相続法制の行方』金融財政事情研究会 KINZAIバリュー叢書　2015
- 『福祉現場のトラブル・事故の法律相談Q&A』清文社 2015
- 『審判例にみる家事事件における事情変更』新日本法規出版 2017

### 共編著
- 『死にぎわの法律Q&A くらしの相談室』前田敬子共著 有斐閣選書 市民相談室シリーズ　1996
- 『お墓の法律Q&A くらしの相談室 新版』小林覚,小松初男,西本邦男,篠宮晃,小林伸年共著 有斐閣選書 市民相談室シリーズ　2000
- 『高齢者の生活・福祉の法律相談』編 青林書院 新・青林法律相談 2004
- 『独占禁止法の法律相談』小林覚,渡邉新矢,根岸清一,福井琢,柄澤昌樹共著 青林書院 新・青林法律相談 2005
- 『社会福祉と権利擁護 人権のための理論と実践』秋元美世共著 有斐閣アルマ 2015
- 『独占禁止法の法律相談』小林覚,渡邉新矢, 根岸清一, 福井琢,柄澤昌樹共著 青林書院 最新青林法律相談 2016

## 論文
- <平田厚